# Пиета Ронданини
Пиетà Ронданѝни (на италиански: Pietà Rondanini) е мраморна скулптура с височина 195 cm на Микеланджело Буонароти, изваяна през 1552 – 1553 г. (първа версия) и преработена ок. 1555 – 1564 г. Тя се съхранява в Музея Ронданини в Замъка на Сфорците в Милано, Северна Италия. Това е последната творба на автора, който според източници работи по нея няколко дена преди смъртта си.
От 2 май 2015 г. скулптурата може да се види в новия музей, създаден в старата Испанска болница на Плацдарма (Cortile delle Armi) на Замъка на Сфорците.

## История
В последните години от живота си Микеланджело се посвещава на скулптурата само от време на време и почти изключително за лични цели. Според неговите биографи Асканио Кондиви и Джорджо Вазари той желае да завърши една Пиета, която да бъде поставена върху гроба му. Първоначално я замисля за Санта Мария Маджоре в Рим и вероятно по-късно я преосмисля за Флоренция.
Микеланджело се опитва да извае около 1550 г. Пиетà Бандини. Тя обаче се счупва поради несъвършенство на мрамора, когато е в напреднал стадий. Това причинявай гнева му и той се опитва да я унищожи с чук, след което я изоставя.

### Първа версия
Началото на новата Пиетà се проследява в годините непосредствено след Пиета Бандини, около 1552 – 1553 г. Тогава Микеланджело извайва група, която вероятно включва само Дева Мария, която държи изпод мишница сина си. Копие на тази версия е посочено от историка на изкуството Шарл дьо Толнай в платното "Пиета на ангелите" (Pietà degli angeli) на италианския маниерист от 16 – 17 век Федерико Дзукари (по по-ранен модел на Тадео Дзукари) в Галерия Боргезе. Има обаче и лист със скици в Крайст Колидж в Оксфорд, който свидетелства за изследвания с много различни резултати от познатия днес вариант.

### Втора версия
Известно време по-късно, от около 1554 г., Микеланджело разработва нова версия. В нея той поставя под съмнение цялата статуя: от тялото на Мария той получава нова фигура на Христос (от предишната му фигура той запазва само свитите му крака), докато от лявото рамото и от гърдите на старото тяло на Христос той намира място, за да получи ново тяло за Дева Мария.
Той работи върху тази нова Пиетà няколко дена преди смъртта си, за което свидетелстват две писма от художника от 16 век Даниеле да Волтера, написани до Джорджо Вазари и до Леонардо Буонароти. Произведението всъщност е намерено в ателието на Микеланджело след смъртта му и е инвентаризирано, както следва: „Статуя, започната, с Христос и друга фигура отгоре, слепени заедно, груби и незавършени“.

### Последвали събития
През 1652 г. творбата е в римски дюкян, където е съзряна от Джан Доменико Отонели и Пиетро да Кортона.
През 1744 г. е купена от маркизите Ронданини (Рондонини), откъдето идва и сегашното ѝ име. Те поставят творбата в ниша в библиотеката на Палацо Ронданини на улица Виа дел Корсо в Рим.
Дворецът е закупен през 1904 г. от граф Роберто Вимеркати-Сансеверино. Произведението, което остава в сградата (тогавашното Министерство на образованието се отказва писмено от правото на изкупуване), е поставено върху основа, състояща се от римски погребален олтар от епохата на Траян, изобразяваща съпрузите Марк Антоний и Юлия Филомена Асклепиад, на която остава до 2015 г. Между основата и мраморната група на Микеланджело няма позициониращи щифтове, а само няколко тънки оловни плочи, поставени отстрани на основата, за да подобрят стабилността на групата. Когато графът умира през 1945 г., Пиетà Ронданини е преместена от наследниците в притежавана от тях римска вила, където е възможно да се види.
През 1952 г., под натиска на критичката на изкуството Фернанда Витгенс, творбата е закупена от Община Милано, която я отдава на градските колекции на Замъка на Сфорците.
През 2004 г. е завършена щателна консервативна интервенция, насочена към премахване на различните субстанции (боя, мазилка, хоросан), оцветили камъка и жълто-кафявата патина, покриваща както пиедестала, така и творбата. По време на тази интервенция са извършени и проверки, за да се установи принадлежността на т. нар. „Фрагмент от Боргезе“ към същия каменен блок. Този фрагмент, намерен в Рим през 1950-те години, представлява главата на Христос. Бруно Мантура – управител на Националната галерия за модерно и съвременно изкуство в Рим , в свое есе от 1973 г. го приписва на Микеланджело, вярвайки, че това е главата на Христос от първата версия на Пиетà. По повод приключването на реставрационните дейности двете произведения са изложени заедно, но извършените изследвания върху мрамора позволяват да се изключи принадлежността на фрагмента към същия блок на Пиетà Ронданини.

## Описание и стил
Новата вертикална композиция е изключително иновативна и демонстрира изобретателските способности на 80-годишния Микеланджело.
В групата се редуват завършени части, отнасящи се до първата чернова, и незавършени части, свързани с никога незавършената втора версия. Завършените части са дясната ръка на Христос, отделена от останалата част на тялото и пречупена на височина малко над лакътя, краката на Изкупителя и следи от различна ориентация на лицето на Дева Мария.
Частите, свързани с новата разработка, са на свой ред новото лице и тяло на Дева Мария, много тънкият торс и главата на Христос. Цялото внимание на твореца е насочено към връзката между майката и мъртвия ѝ син. Торсът на Спасителя, леко приведен напред, е притиснат към тялото на Дева Мария, сякаш образува едно трогателно цяло със силен емоционален заряд. Дева Мария сякаш не може да задържи сина си и двете фигури по-скоро са обединени в прегръдка. Тя все пак не успява да задържи тялото на Христос, сякаш безпомощно изплъзващо се, както разкриват прогресивното и неизбежно огъване на краката. Самата Дева Мария показва една ефирна и безтегловна фигура, която не се опитва да задържи тялото на сина си.
Погледната отстрани, статуята изглежда извита напред. Тази кривина дава усещане за възходящ импулс, както може би се предполага от епизод като смъртта на Христос, който е близко до Възкресението.